# Promising Young Woman
Promising Young Woman (titulada Hermosa venganza en Hispanoamérica y Una joven prometedora en España) es una película británica-estadounidense de suspense y comedia negra escrita y dirigida por Emerald Fennell. Narra la historia de una joven que busca venganza de todas las personas que le han hecho daño a lo largo de su vida. Es protagonizada por Carey Mulligan, además de tener a Bo Burnham, Alison Brie, Clancy Brown, Jennifer Coolidge, Laverne Cox y Connie Britton en papeles secundarios. Fue estrenada el 25 de enero de 2020 durante el Festival de Cine de Sundance y luego tuvo un lanzamiento limitado en los cines de Estados Unidos el 25 de diciembre de 2020 bajo la distribución de Focus Features.
La película fue aclamada por parte de la crítica especializada, quienes elogiaron la actuación de Mulligan, así como la dirección y el guion de Fennell. En el sitio Rotten Tomatoes tuvo un porcentaje de aprobación del 91%, mientras que en Metacritic acumuló 73 puntos sobre 100. Además, recaudó 13 millones de dólares en taquilla. La película recibió cinco nominaciones a los premios Óscar de 2021, entre estas a mejor película, mejor director (Fennell) y mejor actriz (Mulligan), y logró ganar uno por mejor guion original.

## Sinopsis
Cassie es una joven camarera cuyo posible futuro como doctora se vio truncado al tener que cuidar de Nina, su amiga de toda la vida, después de que ésta fuera violada por algunos compañeros en una fiesta, cuando las dos eran universitarias, hasta el punto de entenderse como una falsa anécdota por sus compañeros y ni tomada en cuenta por las autoridades de la institución. Después de la muerte de Nina, Cassie buscará venganza.

## Reparto
- Carey Mulligan como Cassandra «Cassie» Thomas
- Bo Burnham como Ryan Cooper
- Clancy Brown como Stanley Thomas
- Jennifer Coolidge como Susan Thomas
- Laverne Cox como Gail
- Alison Brie como Madison McPhee
- Chris Lowell como Alexander "Al" Monroe
- Connie Britton como la decana Elizabeth Walker
- Adam Brody como Jerry
- Max Greenfield como Joe Macklemore III
- Alfred Molina como el abogado Jordan Green
- Molly Shannon como la señora Fisher
- Christopher Mintz-Plasse como Neil
- Sam Richardson como Paul
- Angela Zhou como Todd
- Francisca Estévez como Amber

## Producción
Emerald Fennell concibió la idea en 2017 y vendió el guion a Margot Robbie, quien se encargaría de producir la película a través de su compañía LuckyChap Entertainment. En enero de 2019, Carey Mulligan fue seleccionada para el papel principal y Fennell fue escogida como directora, marcando su debut en dicha área. Dos meses después, Bo Burnham, Alison Brie, Connie Britton, Adam Brody, Jennifer Coolidge, Laverne Cox, Max Greenfield, Christopher Mintz-Plasse, Sam Richardson y Molly Shannon se incorporaron al elenco. El rodaje inició el 26 de marzo de 2019 en la ciudad de Los Ángeles y duró 23 días.

## Estreno
En febrero de 2019, Focus Features adquirió los derechos de distribución de la película. Promising Young Woman se estrenó el 25 de enero de 2020 en el Festival de Cine de Sundance y tenía un lanzamiento previsto en cines para el 17 de abril de 2020, el cual debió ser pospuesto por la pandemia de COVID-19. Tuvo un lanzamiento limitado en los cines de Estados Unidos el 25 de diciembre de 2020 y más tarde fue lanzada en vídeo bajo demanda el 15 de enero de 2021.

## Recepción

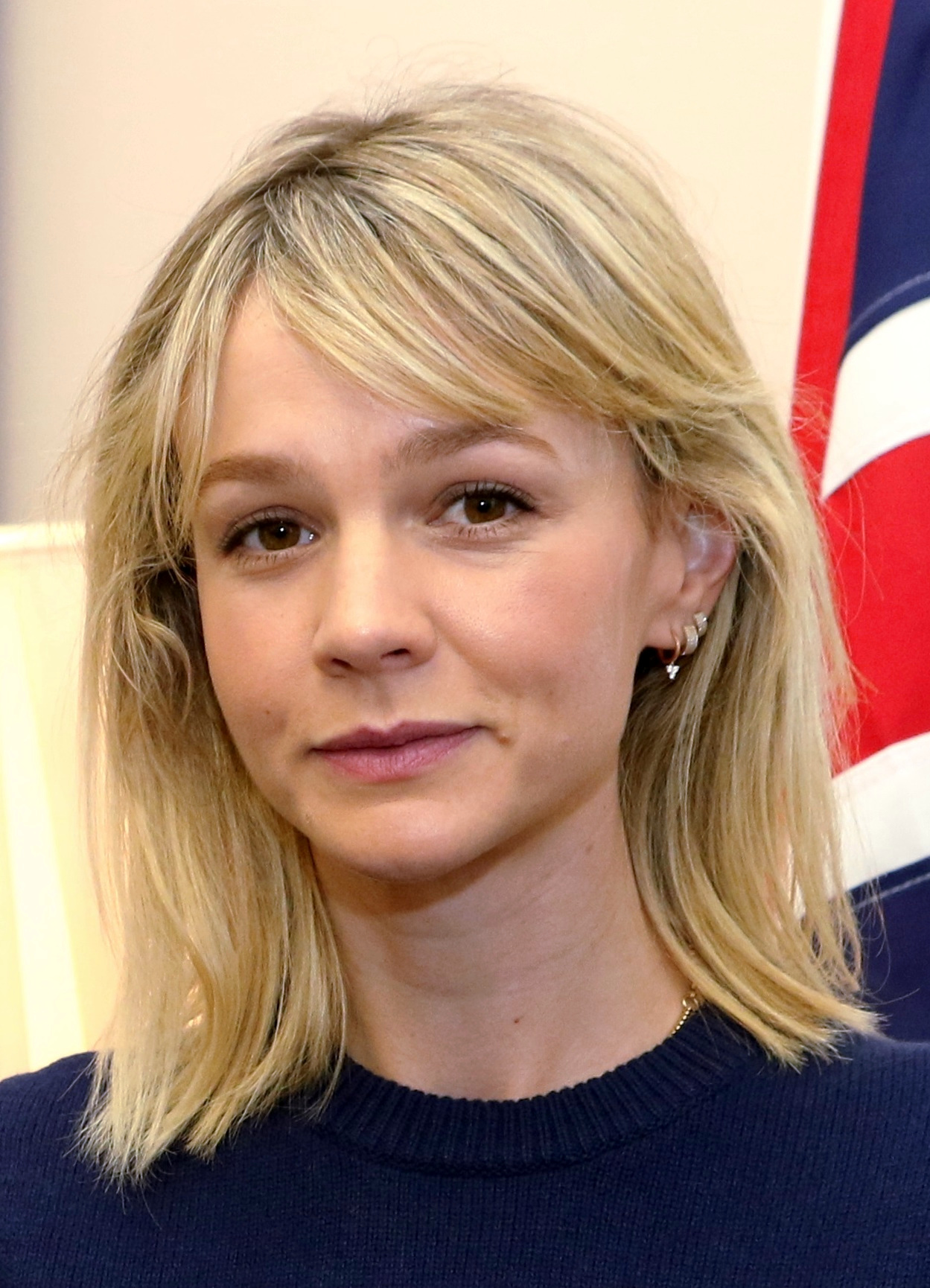
La actuación de Carey Mulligan fue elogiada por la crítica y le valió su segunda nominación al Óscar a la mejor actriz.

### Recibimiento comercial
Promising Young Woman recaudó $13 868 965 en taquilla, divididos en $6 460 965 en los Estados Unidos y $7 408 000 en el resto del mundo.

### Respuesta crítica
En el sitio web Rotten Tomatoes, la película tuvo un porcentaje de aprobación del 90%, basado en 385 reseñas profesionales, con lo que recibió el certificado de «fresco». El consenso crítico del sitio dice: «Un suspense audazmente provocativo y oportuno, Promising Young Woman es un prometedor debut para la guionista y directora Emerald Fennell, y un hito en la carrera de Carey Mulligan». En Metacritic sumó 73 puntos de 100, basado en 47 críticas, denotando «reseñas mayormente favorables».